# Fritz Poppenberg
Fritz Poppenberg (* 1949) ist ein deutscher Autorenfilmer, Kameramann, Produzent und Regisseur. Er produziert vor allem Dokumentationen über pro-christliche Themen und propagiert dabei unter anderem Kreationismus.

## Leben
Poppenberg machte zunächst eine Lehre zum Lithographen, bevor er an der Hochschule für bildende Künste Hamburg und später an der Deutschen Film und Fernsehakademie Berlin studierte.
Fritz Poppenberg war Kameramann unter anderem bei Gute Zeiten, schlechte Zeiten. Er produziert als Autorenfilmer vorwiegend Dokumentationen über die Verfolgung von Zeugen Jehovas im Nationalsozialismus und ab August 1950 in der DDR, über die Verfolgung von Christen in der Gegenwart. Dabei „stellt er sich auf die Seite der Schwächeren und betrachtet die Situation aus deren Perspektive“. Außerdem drehte er Filme über Schöpfung im kreationistischen Sinne und über die Lebensrechtsbewegung. 

## Rezeption
Seine Filme Mein Vater (1982) und Die AIDS-Rebellen (1992) erhielten von der Filmbewertungsstelle Wiesbaden das Prädikat „Besonders Wertvoll“.
Der Evolutionsbiologe Ulrich Kutschera führte Poppenbergs kreationistische Filme wie Hat die Bibel doch Recht? Der Evolutionstheorie fehlen die Beweise (1998) und ihre Fortsetzungen als Beispiel für „Kreationismus als florierendes Business“ in Deutschland an. Der Film wurde vom Christlichen Medienverbund KEP ausgezeichnet.

## Filmografie
- 1982: Mein Vater
- 1982: Berliner Stadtbahnbilder
- 1988: Unter Jehovas Schutz. Zwei Freundinnen erinnern sich an die Zeit im Konzentrationslager
- 1992: Die AIDS-Rebellen
- 1997: Fürchtet Euch nicht. Widerstand und Verfolgung der Zeugen Jehovas unter dem Nazi-Regime
- 1998: Hat die Bibel doch recht? Der Evolutionstheorie fehlen die Beweise
- 1999: Folget mir nach. Jehovas Zeugen unter dem DDR-Regime
- 2000: Blut, auf Leben und Tod. Bluttransfusionen in der Kritik
- 2001: Gott würfelt nicht. Über den erbitterten Kampf zwischen Wissenschaft und Ideologie
- 2002: Gebt dem Kaiser, was des Kaisers, und Gott, was Gottes ist. Stehen den Zeugen Jehovas die Körperschaftsrechte zu?
- 2003: „Das Mädchen mit dem lila Winkel“ – Wie die 18-jährige Hermi das Konzentrationslager überlebte
- 2004: Der Fall des Affenmenschen. Die Evolutionstheorie kann die Herkunft des Menschen nicht erklären
- 2007: Der Maler Heinz Tetzner
- 2007: Maria und ihre Kinder
- 2009: Wie tolerant ist der Islam? – Der Angriff auf das Kloster Mor Gabriel
- 2011: Programmauftrag Desinformation?
- 2015 Der Name Gottes
- 2019: Die unbequeme Wahrheit über den Islam
- 2020: Infektion der Vernunft

## Bücher
- Die Seereise, Kinderbuch, 1994
- Para Bellum, Thriller, 2019

## Auszeichnungen
- Prädikat: Wertvoll für „Grohnde“, Dokumentarfilm, 1977
- Prädikat: Besonders Wertvoll für „Mein Vater“, Dokumentarfilm, 1981
- Prädikat: Wertvoll für „Gestrandete auf hoher See“, Dokumentarfilm, 1985
- Prädikat: Besonders Wertvoll für „Die AIDS Rebellen“, Dokumentarfilm, 1991
- Prädikat: Wertvoll für „Fürchtet Euch Nicht“, Dokumentarfilm 1997
- Medienpreis Goldener Kompass für Hat die Bibel doch recht? Der Evolutionstheorie fehlen die Beweise, 1999
- Erster Platz für Beste Gestaltung auf dem 4th Golden Decade Awards, Chicago, USA, 2000 für Hat die Bibel doch recht? Der Evolutionstheorie fehlen die Beweise, 1999